# Rhizaria
Rhizaria e богата на видове супергрупа от предимно едноклетъчни еукариоти. Многоклетъчни форми са описани едва от скоро. Тази супергрупа е предложен от Томас Кавалиър-Смит през 2002 г. Те се различават значително по форма, но в по-голямата си част те са амебовидни и образуват псевдоподи. Много имат черупки или „скелети“, които могат да бъдат доста сложни като структура и съставят по-голямата част на едноклетъчните вкаменелости. Почти всички имат митохондрии с тръбни кристи.

## Класификация
Има три основни групи на Rhizaria:
- Cercozoa – различни амеби и камшичести, обикновено с филоподи, често срещани в почвата.
- Фораминифери – амебовидни с ретикулозни псевдоподи, характерни за морски бентос.
- Radiolaria – амебовидни с аксоподи, често в морския планктон.

Различни групи на Rhizaria се считат за близки роднини въз основа на генетичните сходства и са били разглеждани като разширение на Cercozoa. Името Rhizaria за разширената група е въведена от Кавалиър-Смит през 2002 г., която също включва Centrohelida и Apusozoa.

## Таксономия
Rhizaria е част от групата Bikonta, която също включва Archaeplastida, Chromalveolata, Excavata и някои по-малки, неопределени групи като Apusozoa и Centrohelida. Като Bikonta, всички те произлизат от хетеротрофни еукариоти с две камшичета.
Исторически, много Rhizaria са смятани за животни, въз основа на подвижността и хетеротрофността. Въпреки това, когато пет-царствената система се възприема Rhizaria са поставени в царство протисти. После, след като Карл Уолз публикува три-доменната система, таксономистите насочват вниманието си към парафилията на протисти. След много дебати, които продължават и до днес, Rhizaria се приема за монофилетична група.